# Смоліно (Польща)
Смоліно (пол. Smolino) — село в Польщі, у гміні Бельськ Плоцького повіту Мазовецького воєводства.
Населення — 105 осіб (2011).
У 1975-1998 роках село належало до Плоцького воєводства.

## Демографія
Демографічна структура станом на 31 березня 2011 року:
|          | Загалом | Допрацездатний вік | Працездатний вік | Постпрацездатний вік |
| -------- | ------- | ------------------ | ---------------- | -------------------- |
| Чоловіки | 46      | 11                 | 29               | 6                    |
| Жінки    | 59      | 11                 | 30               | 18                   |
| Разом    | 105     | 22                 | 59               | 24                   |